# سراج‌الدین محمود ارموی
سراج‌الدین محمود ارموی حکیم و منطق‌دان ایرانی از قرن هفتم هجری است.
سراج‌الدین ابوالثنا محمود بن ابی‌بکر اُرموی، متولد ۵۹۴ در ارومیه، درگذشته به ۶۸۲ در قونیه.
ارموی تألیفات متعددی در اصول فقه و خلاف و منطق و حکمت نوشته است، که پرآوازه‌ترین شان مطالع الانوار در منطق است. بر این کتاب شرح‌های فراوان نوشته‌اند، که نامورترین شان شرح قطب‌الدین رازی با نام لوامع الاسرار فی شرح مطالع الانوار است و سال‌ها جزء‌ کتاب‌های درسی در مدارس قدیم بود. از دیگر کتب منطقی ارموی می‌توان به بیان الحق و لسان الصدق اشاره کرد، که ناظر به کتاب کشف الاسرار عن غوامض الافکار خونجی است؛ نیز کتاب لطائف‌الحکمه که دربارهٔ حکمت است.
ارموی تا پایان عمر خود، نزدیک به چهل سال در روم و بیشتر در قونیه زندگی کرد و در سایهٔ مقام والای علمی و دینی، شخصیت ممتازی که داشت از عزت و احترام بسیار برخوردار بود.

## آراء منطقی
1. ارموی مانند فخررازی تصدیق را مرکب می‌داند.[۱]
2. او مانند خونجی از نسب اربعه و نقیضهایشان بحث کرده‌است.[۲]
3. ارموی ظاهراً اول بار نوع را به محصل و اعتباری تقسیم کرده و بر آن شده‌است که فصل در نوع حقیقی باید وجودی باشد نه در نوع اعتباری.[۳][۴][۵]
4. او در تعریف مانند متأخران تساوی بین معرَّف و معرِّف را لازم می‌داند.[۶]
5. او تقسیم محصورات به حقیقیه و خارجیه را مطرح می‌کند، ولی از قضایای ذهنیه سخنی به میان نمی‌آورد.[۷]
6. به نظر ارموی به تبع خونجی تقسیم قضیه به حقیقیه و خارجیه در انتاج عکس مستوی و عکس نقیض مؤثر است.[۸]
7. ارموی موجبه سالبة المحمول را می‌پذیرد و از این روی، ایجاب صغرا در شکل اول را ضروری نمی‌داند. به این دلیل، به نظر او شکل اول با موجبه سالبة المحمول در صورتی که سلب تکرار شود منتج است.[۹]
8. او به تبع خونجی عکس نقیض به روش متأخران را عکس نقیض می‌داند نه لازمه عکس نقیض.[۱۰][۱۱]